# Bandera de Narón
La Bandera de Narón (Bandeira Concello de Narón o Banderia Cidade de Narón en gallego) es una competición anual de remo, concretamente de traineras, que se celebra en la ensenada de A Gándara, en Narón (La Coruña) desde el año 2016, organizada por el Club de Remo Narón.

## Historia
Esta prueba se disputa en la Ría de Ferrol y forma parte del calendario de la Liga LGT grupo B, temporadas 2016, 2020 y 2021, o grupo A, temporada 2022, dependiendo de en cual de los grupos bogue la trainera de Narón, organizadora de la prueba, ya que la Liga LGT exige a los clubes que participan en dicha competició la organización de al menos una regata.
En la primera edición, año 2016, se disputó en formato de contrarreloj ya que se produjo un error en la colocación de las boyas.
La boya de salida y meta se sitúa frente al embarcadero del Club de Remo Narón, y las calles se disponen en sentido este, hacia el interior de la ría de Ferrol. Las pruebas se realizan por el sistema de tandas por calles, a cuatro largos y tres ciabogas con un recorrido de 3 millas náuticas que equivalen a 5556 metros.

## Historial
| Edición     | Año         | Ganador             | Segundo       | Tercero       |
| ----------- | ----------- | ------------------- | ------------- | ------------- |
| I           | 2016        | Rianxo              | A Cabana      | Cabo de Cruz  |
| 2017 - 2019 | 2017 - 2019 | no disputadas       | no disputadas | no disputadas |
| II          | 2020        | Puebla              | Cesantes      | Perillo       |
| III         | 2021        | Mugardos - A Cabana | Narón         | Cedeira       |
| IV          | 2022        | Bueu                | Samertolameu  | Tirán         |

## Palmarés
| Victorias | Club                | Años |
| --------- | ------------------- | ---- |
| 1         | Rianxo              | 2016 |
| 1         | Puebla              | 2020 |
| 1         | Mugardos - A Cabana | 2021 |
| 1         | Bueu                | 2022 |